# Parodia concinna
Parodia concinna, a copo de sol, é uma espécie de cacto do gênero Parodia, nativo do Sul do Brasil e Uruguai. A mesma já ganhou o Prêmio Mérito da Jardinagem da Sociedade Real de Horticultura. A planta pode chegar até os 10cm de altura levando um tempo de 5 até 10 anos para tal. Para além, pode ser cultivada dentro de casa ou em uma estufa, requer sol diário e um solo seco. Idealmente deve ser semeada na primavera ou verão e pode ser suscetível a Cochonilhas-farinhentas.
- Foto de perto da flor
- Parodia concinna da sub-espécie blaauwiana, da qual não é mais aceita taxônalmente
- Coroa em uma estampa da Alemanha Ocidental